# Балка Ропівська
Балка Ропівська (рос. б. Роповская; Б. Бабакова) — балка (річка) в Україні у Новомиколаївському районі Запорізької області. Права притока річки Солоної (басейн Дніпра).

## Опис
Довжина балки приблизно 9,28 км, найкоротша відстань між витоком і гирлом — 7,99  км, коефіцієнт звивистості річки — 1,16 . Формується декількома балками та загатами.

## Розташування
Бере початок на західній околиці села Сергіївки. Тече переважно на північний схід понад селом Новосолоне і на східній стороні від села Петропавлівки впадає у річку Солону, ліву притоку річки Верхньої Терси.

## Цікаві факти
- У XX столітті на балці існувало декілька газових свердловин[1].